# Cyperus textilis
Cyperus textilis é uma espécie de planta com flor pertencente à família Cyperaceae. 
A autoridade científica da espécie é Thunb., tendo sido publicada em Prodromus Plantarum Capensium 18. 1794.

## Portugal
Trata-se de uma espécie presente no território português, nomeadamente no Arquipélago dos Açores.
Em termos de naturalidade é introduzida na região atrás referida.

## Protecção
Não se encontra protegida por legislação portuguesa ou da Comunidade Europeia.